# NGC 2463
NGC 2463 est une galaxie elliptique relativement éloignée et située dans la constellation de la Girafe. NGC 2463 a été découverte par l'astronome britannique John Herschel en 1831

## Caractéristiques
Sa vitesse par rapport au fond diffus cosmologique est de 8 373 ± 22 km/s, ce qui correspond à une distance de Hubble de 123,5 ± 8,7 Mpc (∼403 millions d'al).
NGC 2463 renferme des régions d'hydrogène ionisé.